# 江西赣驰篮球俱乐部
江西赣驰篮球俱乐部，於2023年3月完成註冊，4月11日在獲得江西省体育局的同意下成立球隊。江西赣驰於6月18日舉行成立儀式，球隊主場館使用赣州市体育馆，隊名「赣驰」的意思為「赣鄱大地，驰名天下」。

## 外部連結
- 江西赣驰篮球俱乐部的新浪微博